# Варіанти шахів
Варіанти шахів — настільні ігри, які нагадують шахи або засновані на шахах.
{{{заголовок}}}
- Східні шахи:
  - Японські шахи сьоґі (Shogi)
  - Мікросьоґі (Micro-Shogi, 4x5)
  - Мінісьоґі (Mini-Shogi, 5x5)
  - Сьоґі Джудкіна (Judkin's Shogi, 6x6)
  - Кит-сьоґі (Whale Shogi, 6x6)
  - Пташині сьоґі (Tori Shogi, 7x7)
  - Китайські шахи Сянці (Xiangqi)
  - Сянці для трьох
  - Семедо
  - Корейські шахи Чангі (Changgi)
  - Таїландські шахи (Макрук)
  - Бурятські шахи (шатар)

- Гексагональні шахи:

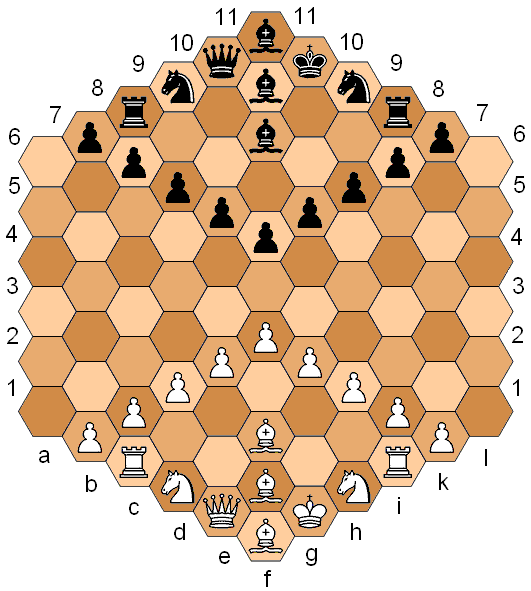
Гексагональні шахи Глінського. Один з декількох варіантів.

  - Гексагональні шахи Глінського (Glinski's Hexagonal Chess)
  - Гексагональні шахи Шафрана (Shafran's Hexagonal Chess)
  - Гексагональні шахи МакКуея (McCooey's Hexagonal Chess)
  - Міні-Гексагональні шахи (Mini HexChess)
- Історичні шахи:
  - Чатуранга (Chaturanga)
  - Шатрандж (Shatranj)
  - Цитадель (Citadel Chess)
  - Шахи Тамерлана (Tamerlane Chess)
  - Візантійські шахи (Byzantine Chess)
  - Четверні шахи з фортецями (Fortress chess)
  - Великі шахи (Great Chess)
  - Гала (Gala)
  - Магараджа (Maharaja)
  - Шахи «Чотири пори року»
  - Скахографічні шахи
- Максі-шахи (шахи на великих дошках):
  - Шахи Тамерлана (Tamerlane Chess)
  - Цитадель (Citadel Chess)
  - Гала (Gala)
  - Великі шахи (Great Chess)
  - Омега-шахи (Omega Chess)
  - Шахи Капабланки
  - Grand Chess
  - Gothic Chess
- Міні-шахи:
  - Мікросьоґі (Micro-Shogi, 4х5)
  - Мінісьоґі (Mini-Shogi, 5x5)
  - Сьоґі Джудкіна (Judkin's Shogi, 6x6)
  - Кит-сьоґі (Whale Shogi, 6x6)
  - Торові сьоґі (Tori Shogi, 7x7)
  - Міні Гексагональні шахи (Mini HexChess)
  - Антиклерикальні шахи (Лос-Аламос, LosAlamos)
  - Міні-шахи Гарднера
- Російські шахи
- Шахи Фішера
- Бойові шахи (Battle-Chess)
- Циліндричні шахи
- Командні шахи:
  - Ділові шахи
- Шахи для двох і більше гравців:
  - Сянці для трьох
  - Bishops
  - Шведські шахи (Bughouse)
  - Четверні шахи (Four-Chess)
  - Четверні шахи з фортецями (Fortress chess)
- Шахи на круглих дошках
- Шахи з незвичайними правилами:
  - Природні шахи (Terrain Chess)
  - Атомні шахи (Atomic)
  - Khet
  - Піддавки (Losers, suicide)
  - Ґраткові шахи
  - Фігури ходять інакше
    - Королева Амазонки (Amazone queen)
    - Битва коней (Knights battle)
    - Суперслон (Superbishop)
    - Мансуби (Mansube)

  - Ходи фігурами опонента
    - Одноколірні шахи (Monochrome-chess)

  - Багатоходові шахи
    - Прогресивні шахи (Progressive chess)
    - Більярдні шахи (Billiard chess)

  - З додатковими фігурами
    - Тактичні шахи [Архівовано 15 квітня 2008 у Wayback Machine.] (Tactical Chess)
    - Шашмати (Cheskers)
- Шахи втемну
- Гра Бальбо